# 巴布什金区
巴布什金区（俄語：Бабушкинский район）是莫斯科东北行政区的一区，面积5.07平方公里，人口88,627人，巴布什金站位于本区。该区位于首都的北部，其境内的街名颇具北方风格，如阿纳德尔通道、叶尼塞街、勒拿街等等。